# St Columb Major

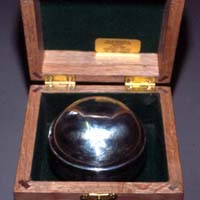
Una pelota lanzada

St Columb Major es una pequeña ciudad en Cornualles, Reino Unido. A menudo conocido localmente como St Columb, se encuentra a unas siete millas (11 km) al suroeste de Wadebridge y seis millas (10 km) al este de Newquay.  El nombre completo lo distingue del pueblo y la parroquia de St Columb Minor en la costa.
Dos veces al año, la ciudad acoge el juego del "hurling", un juego medieval que antes era común en Cornualles, pero que ahora solo se juega en San Cristóbal y otras dos ciudades. Se juega el martes de Carnaval y el sábado once días después. El juego involucra a dos equipos de varios cientos de personas (los `pueblos' y los `paisanos') que intentan llevar una pelota de plata hecha de madera de manzana a porterías separadas por dos millas (3 km), haciendo de la parroquia el campo más grande para un juego de pelota en cualquier parte del mundo.